# Elektrozavodskaja (stanice metra v Moskvě, linka Bolšaja kolcevaja)
Elektrozavodskaja (rusky Электрозаводская) je stanice moskevského metra na lince Bolšaja kolcevaja, která byla zprovozněna dne 31. prosince 2020 v rámci úseku Lefortovo - Elektrozavodskaja na Někrasovské lince. Tehdy celý úsek byl obsluhován v rámci této linky. Dne 17. března 2023 byly z Někrasovské linky vyjmuty stanice Aviamotornaja, Lefortovo a Elektrozavodskaja a následně 20. března 2023 připojeny k lince Bolšaja kolcevaja. Stanice je pojmenována podle nedaleké ulice a podle již existující stanice metra. Ze stanice je možné přestoupit na stejnojmennou stanici na Arbatsko-Pokrovské lince a stejnojmennou železniční zastávku, kterou obsluhují vlaky v Rjazanském směru Moskevské železnice a na lince MCD-3.

## Charakter stanice
Stanice Elektrozavodskaja se nachází ve čtvrtích Basmannyj rajon (Басманный район) a Sokolinaja Gora (Соколиная Гора) na levém břehu řeky Jauzy podél Semjonovské nabjerežné (Семёновская набережная) severně od historické čtvrti Vveděnskije gory (Введенские горы) na jih od Moskevské železnice Rjazanského směru.   
Stanice v současné době disponuje jedním povrchovým vestibulem, který se má východ směrem ke Goljanovskému projezdu (Гольяновский проезд). Průchod na stanici Arbatsko-Pokrovské linky je doposud ve výstavbě, a proto nyní cestující využívají tento vestibul i pro přestup - vestibul Arbatsko-Pokrovské linky je cca 200 metrů pěšky po ulici od vestibulu linky Bolšaja kolcevaja. Stejnou cestu využívají i cestující, kteří přesedají na vlakový spoj na železniční zastávku. Obě stanice metra i železniční zastávka se stanou součástí stejnojmenného dopravně-přestupního uzlu. Jeho součástí budou i dvě záchytná parkoviště, zastávky veřejné dopravy, nový most přes řeku Jauzu a rezidenční a obchodní prostory.   
Vchod do vestibulu je tvořen polokruhovým skleněným portálem. V samotném vestibulu je modrý strop symbolizující nebeskou kopuli, což je zdůrazněno stěnami z matného skla, za nimiž jsou zabudovány lampy vytvářející pocit denního světla. Samotná stanice je dvouúrovňová se čtyřmi schodišti, které vedou z nástupiště do horního patra nad pravým tunelem, kde se nachází pěší galerie, kterou zdobí velké panoramatické otvory o průměru cca tři metry. Na jedné z kolejových zdí, naproti pěší galerii, je velkoplošný historický panel „Bitva hrdinů“, který zobrazuje obraz obránce starověké Rusi. Panel je vyroben na skle technikou vícebarevného tisku. Délka dekorativní kompozice je 163 metrů, výška sedm metrů.  